# Benjamin Emmons
Benjamin Emmons (* 11. Mai 1777 in Woodstock, Vermont; † 8. März 1843 in Saint Charles, Missouri) war ein US-amerikanischer Geschäftsmann und Politiker, der von 1801 bis 1806 State Auditor von Vermont war und Mitglied beider Kammern der Legislative von Missouri.

## Leben
Als einer von vielen Familienmitgliedern in den verschiedenen Generationen mit dem gleichen Namen, wurde Benjamin Emmons in Woodstock, Vermont geboren. Seine Mutter war Elizabeth Smith (1745–1825). Zur Unterscheidung von seinem Vater, wurde er Benjamin Emmons, Jr. genannt. Der Vater Benjamin Emmons, Sr., oder auch Diakon Benjamin Emmons wurde 1737 in Brookfield, Massachusetts geboren und starb 1811 in Hartford, Vermont. Diakon Emmons war ein Veteran der Amerikanischen Revolution und Gründer von Woodstock, der auch politisch im Repräsentantenhaus von Vermont und als Selectman in Woodstock tätig war. Zudem war er aktiv in der Kongregationalen Kirche, später in der Universalist Church of America.
Benjamin Emmons, Jr. wurde Wirt einer Taverne und war auch in anderen Geschäften in Woodstock tätig. Er folgte seinen Vater in die lokale Politik von Woodstock und war ebenfalls Mitglied des Board of Selectmen.
Von 1801 bis 1806 war er als Vermonter Auditor of Accounts tätig.
Benjamin Emmons war Veteran des Britisch-Amerikanischen Kriegs von 1812, er diente als Adjutant im Rank eines Majors.
Im Jahr 1814 oder 1815 zog Benjamin Emmons, Jr., und mehrere seiner Brüder mit ihren Familien sowie der Mutter nach St. Charles County, Missouri.
Emmons war Delegierter auf der verfassungsgebenden Versammlung, die Missouri zum Bundesstaat machte und wurde bekannt als der einzige Delegierte, der sich öffentlich gegen die Sklaverei aussprach. Zudem hatte er verschiedene öffentliche Ämter inne. Er war Friedensrichter, Mitglied des Repräsentantenhauses von Missouri und des Senats von Missouri.
Emmons starb in St. Charles, Missouri am 8. März 1843. Er war verheiratet mit Philomena English (1778–1830/40). Zu ihren Nachkommen gehörten Benjamin Emmons (1815–1885) der als Colonel in der Miliz von Missouri und später in anderen Ämtern diente und Benjamin Linton Emmons (1861–1942), ein Experte der Geschichte des frühen Missouri.